# قرارداد بین‌خطی
قرارداد بین‌خطی یا قرارداد میان‌شرکتی یا اینترلاینینگ که با عنوان‌های بلیط بین‌خطی و رزرو بین‌خطی نیز شناخته می‌شود، یک توافق تجاری داوطلبانه بین خطوط هوایی منفرد برای مدیریت مسافرانی است که در مسیرهایی سفر می‌کنند که نیاز به پروازهای متعدد با خطوط هوایی (شرکت‌های) متعدد دارد. چنین قراردادهایی به مسافران این امکان را می‌دهد که از یک پرواز در یک شرکت هواپیمایی به یک پرواز دیگر در یک شرکت هواپیمایی دیگر بدون نیاز به جمع‌آوری چمدان یا بازرسی مجدد، جابجا شوند. خطوط هوایی همچنین می‌توانند در صورت قطع شدن زنجیرهٔ پروازها به دلیل تأخیر، رزرو مجدد رایگان را قول دهند.
قراردادهای میان‌شرکتی با قراردادهای نماد مشترک تفاوت دارند زیرا قراردادهای نماد مشترک معمولاً به شماره گذاری یک پرواز با کد شرکت هواپیمایی (مخفف) متفاوت اشاره دارد حتی اگر پرواز توسط شرکت هواپیمایی دیگری انجام شود. با این حال، روابط نماد مشترک می‌تواند بر صدور بلیت بین‌لاین (یا بلیت الکترونیکی) تأثیر بگذارد، زیرا هم شرکت اشتراک‌گذارنده کد و هم شرکت اشتراک‌دهنده کد باید با همه شرکت‌های دیگر در برنامه مسیر موافقت‌نامه‌هایی داشته باشند تا امکان صدور یک بلیت واحد را فراهم کنند.
قراردادهای بین خطوط جهت‌دار هستند. برای مثال، ممکن است امریکن ایرلاینز بلیط را در یک برنامه سفر آمریکا- یونایتد صادر کند، اما ممکن است یونایتد نتواند صادرکننده همان برنامه باشد. چنین توافقی، بین‌شرکتی یک طرفه نامیده می‌شود.